# Noramarg
Noramarg (en arménien Նորամարգ) est une communauté rurale du marz d'Ararat en Arménie. En 2008, elle compte 1 607 habitants.